# 韦扎多廖
韦扎多廖（義大利語：Vezza d'Oglio），是意大利布雷西亚省的一个市镇。总面积53平方公里，人口1448人，人口密度27.3人/平方公里（2009年）。国家统计（ISTAT）代码为017198。